# Staying Alive (trilha sonora)
Staying Alive é a trilha sonora do filme Os Embalos de Sábado Continuam (A Febre Continua, em Portugal). Foi lançada em 1983 e é interpretada principalmente pelos Bee Gees. O álbum foi muito bem nas paradas, chegando a 4,5 milhões de cópias vendidas, impulsionado principalmente pela música "Far from Over", uma vez que os outros singles não foram muito bem. 
Assim como no filme Xanadu, este filme foi uma decepção crítica e comercial, mas a trilha sonora foi um sucesso mundial.

## Faixas
| Lado A |                                  |                             |                          |         |  |
| N.º    | Título                           | Compositor(es)              | Intérprete               | Duração |  |
| 1.     | "The Woman in You"               | B. Gibb / R. Gibb / M. Gibb | Bee Gees                 | 4:04    |  |
| 2.     | "I Love You Too Much"            | B. Gibb / R. Gibb / M. Gibb | Bee Gees / David Sanborn | 4:27    |  |
| 3.     | "Breakout"                       | B. Gibb / R. Gibb / M. Gibb | Bee Gees                 | 4:46    |  |
| 4.     | "Someone Belonging to Someone"   | B. Gibb / R. Gibb / M. Gibb | Bee Gees                 | 4:26    |  |
| 5.     | "Life Goes On"                   | B. Gibb / R. Gibb / M. Gibb | Bee Gees                 | 4:26    |  |
| 6.     | "Stayin' Alive" (Edited Version) | B. Gibb / R. Gibb / M. Gibb | Bee Gees                 | 1:33    |  |

| Lado B         |                                   |                                          |                                 |         |  |
| N.º            | Título                            | Compositor(es)                           | Intérprete                      | Duração |  |
| 7.             | "Far from Over"                   | F. Stallone / V. Dicola                  | Frank Stallone                  | 3:56    |  |
| 8.             | "Look Out for Number One"         | B. S. Foster / T. Marolda                | Tommy Faragher                  | 3:20    |  |
| 9.             | "Finding Out the Hard Way"        | F. Stallone / R. Freeland                | Cynthia Rhodes                  | 3:33    |  |
| 10.            | "Moody Girl"                      | F. Stallone / J. B. Esposito / V. DiCola | Frank Stallone                  | 4:08    |  |
| 11.            | "(We Dance) So Close to the Fire" | R. Bishop / T. Faragher                  | Tommy Faragher                  | 3:45    |  |
| 12.            | "I'm Never Gonna Give You Up"     | F. Stallone / J. B. Esposito / V. DiCola | Frank Stallone / Cynthia Rhodes | 3:30    |  |
| Duração total: | Duração total:                    | Duração total:                           | Duração total:                  | 45:59   |  |

## Posições nas Paradas
- #1 (Suíça)
- #2 (Itália e Japão)
- #6 (EUA)
- #14 (Reino Unido)

## Certificações
- Canadá (Music Canada):   Platina
- Estados Unidos (RIAA):   Platina
- França (SNEP):   Ouro
- Hong Kong (IFPI HK):   Ouro
- Reino Unido (BPI):   Prata

## Singles
1. Frank Stallone - Abril de 1983
A: Far from Over - 3:10
B: Waking Up (F. Stallone/V. DiCola/ A. Colatrella) - 4:20
2. Bee Gees - Maio de 1983
A: The Woman in You
B: Stayin' Alive [Original Version] - 4:45 ou The Woman in You [Instrumental] - 4:04
3. Bee Gees - Julho de 1983
A: Someone Belonging to Someone
B: I Love You Too Much [Instrumental] - 4:34
4. Tommy Faragher - Outubro de 1983 (12")
A: Look Out for Number One [Club Mix] - 5:25
B: Look Out for Number One [Instrumental] - 3:20
5. Bee Gees - Março de 1984 (JAP)
A: Life Goes On
B: Breakout